# Oplurus cuvieri
Oplurus cuvieri är en ödleart som beskrevs av Gray 1831. Oplurus cuvieri ingår i släktet Oplurus och familjen Opluridae. IUCN kategoriserar arten globalt som livskraftig.

## Underarter
Arten delas in i följande underarter:
- O. c. cuvieri
- O. c. comorensis